# Xuân Phát
Xuân Phát tên đầy đủ là Nguyễn Xuân Phát (1932 tại Sài Gòn – 11 tháng 6 năm 2014 tại California, Hoa Kỳ) là một nghệ sĩ hài nổi tiếng của Việt Nam. Ông là cha của diễn viên Dustin Nguyễn.

## Thân thế và sự nghiệp
Ông sinh năm 1932 tại Sài Gòn.
Trước năm 1975, nghệ sĩ Xuân Phát là một trong những danh hài nổi tiếng nhất Sài Gòn, cùng thời với Thanh Việt, Khả Năng, Phi Thoàn, Hoàng Mai, Tùng Lâm, Thanh Hoài, Văn Chung, La Thoại Tân.
Sau năm 1975, ông cùng gia đình sang Mỹ định cư, và thỉnh thoáng chỉ tham gia vài phim.
Vào những năm cuối đời, ông đã tặng hết toàn bộ bản quyền sáng tác kịch bản cho Hãng đĩa Việt Nam tại thành phố Sài Gòn.

## Hoạt động nghệ thuật
Khi mới bước chân vào nghề, ông chỉ tham gia hoạt động sáng tác, và đóng những vai phụ cho các phim, kịch và cải lương. Các kịch bản nổi tiếng của ông có thể kể đến như: Đắc Kỷ Ho Gà, Tình Chú Thoàng, Tình Anh Bảy Chà, Tiết Giao Đoạt Ngọc, Ba Chàng Độc Thân, và nhiều bản khác. 

## Qua đời
Nghệ sĩ Xuân Phát đã trút hơi thở cuối cùng lúc 23 giờ 15 phút ngày 11 tháng 6 năm 2014, tại bệnh viện Coastal Communities Hospital, California, Hoa Kỳ, hưởng thọ 82 tuổi.